# Luisa Casati
Pour les articles homonymes, voir Casati.
Luisa Casati, née Luisa Adele Rosa Maria von Amann le 28 janvier 1881 à Milan et morte le 1er juin 1957 à Londres, est une marquise italienne.
Riche héritière, elle fut la muse et mécène d'un grand nombre d'artistes ayant marqué le début du XXe siècle.

## Biographie

### Enfance
Luisa Adele Rosa Maria von Amann est née à Milan en 1881. Elle est la plus jeune fille d'Alberto von Amann, d'origine autrichienne, et de sa femme Luisa Bressi, d'origine italienne et autrichienne. Le père de Luisa, magnat du textile, est élevé au rang de comte par le roi Humbert Ier d'Italie. La comtesse Amann meurt alors que Luisa a treize ans, et le comte Amann meurt deux ans plus tard. Ce double décès met Luisa et sa sœur aînée Francesca (1880-1919, mariée à Giulio Padulli) à la tête d'une des plus grandes fortunes d'Italie, voire d'Europe.

### Mariage et descendance
En 1900, Luisa von Amann épouse Camillo, marquis Casati Stampa di Soncino, né le 12 août 1877 à Muggiò et mort le 18 septembre 1946 à Rome. Un an plus tard naît leur unique enfant. Les époux Casati se séparent légalement en 1914 et vivent dans des résidences séparées durant la totalité de leur mariage.
La fille née de cette union, Cristina Casati Stampa di Soncino (1901-1953) épouse Francis John Clarence Westenra Plantagenet Hastings, connu sous le nom du vicomte Hastings puis sous le nom du 16e comte d'Huntingdon dès 1925. Ils ont un seul enfant, Lady Moorea Hastings (4 mars 1928-21 octobre 2011) et divorcent en 1943. Les années suivantes, la vicomtesse d'Hastings épouse Wogan Phillips ; ils n'ont aucun enfant.
La seule petite-fille de Luisa Casati, Lady Moorea Hastings, épouse d'abord le politicien et chroniqueur Woodrow Wyatt en 1957, dont elle divorce en 1966, puis le publicitaire Brinsley Black, désigné comme l'une des personnalités anglaises les plus élégantes par l'édition homme de Vogue en 1965. Elle a un fils de chacune de ces unions : Pericles Plantagenet James Casati Wyatt (né en 1963) et Octavius Orlando Irvine Casati Black, dit Octavius Black (né en 1968).

### Muse et mécène
La marquise Luisa Casati est une grande figure de la société européenne du début du XXe siècle. Elle a marqué son temps par ses extravagances, son allure théâtrale et son goût pour les sciences occultes ; donnant de grands bals masqués placés sous le signe du faste, elle a côtoyé ainsi à la fois le milieu mondain et les artistes d'avant-garde. Ses excentricités et sa beauté lui forgèrent une réputation de femme fatale et contribuèrent à sa célébrité. Elle devint une légende parmi ses contemporains, notamment en hébergeant les Ballets russes. Elle époustoufla l'assemblée en se promenant avec des guépards en laisse, et en portant des serpents vivants en guise de bijoux.
En 1910, Luisa Casati prit ses quartiers dans le Palazzo Venier dei Leoni, sur le Grand Canal à Venise (aujourd’hui devenu la résidence de la collection Peggy-Guggenheim). Ses soirées y étaient légendaires. Casati y rassembla une ménagerie d'animaux exotiques, et devint mécène de grands créateurs de mode comme le couple Fortuny, Mariano et Henriette, et Poiret. De 1919 à 1920, elle vécut dans la villa San Michele à Capri, que son propriétaire, Axel Munthe, avait accepté de lui louer. Il regretta rapidement sa décision en raison de l'extravagance de sa locataire et de sa décision d'en modifier la décoration.

À Venise comme à Capri, elle donne des fêtes extravagantes, dans lesquelles elle se met en scène, ayant déclaré vouloir être « une œuvre d'art vivante ».
Le 30 mai 1923, elle acquit le Palais Rose du Vésinet, ancienne demeure de l'écrivain et esthète Robert de Montesquiou. Comme lui, elle y reçut le tout-Paris de l'époque. Elle y fit construire un terrarium chauffé, pour accueillir sa collection de reptiles, dans le jardin d'hiver de la résidence. Le soleil lumineux sur le sol du grand salon pourrait lui être attribué : elle aurait tenu à ce que ses dîners ne soient éclairés que par les ampoules constituant son collier. En 1932, ruinée, elle dut l'abandonner à ses créanciers.

### Dettes, fuite et mort

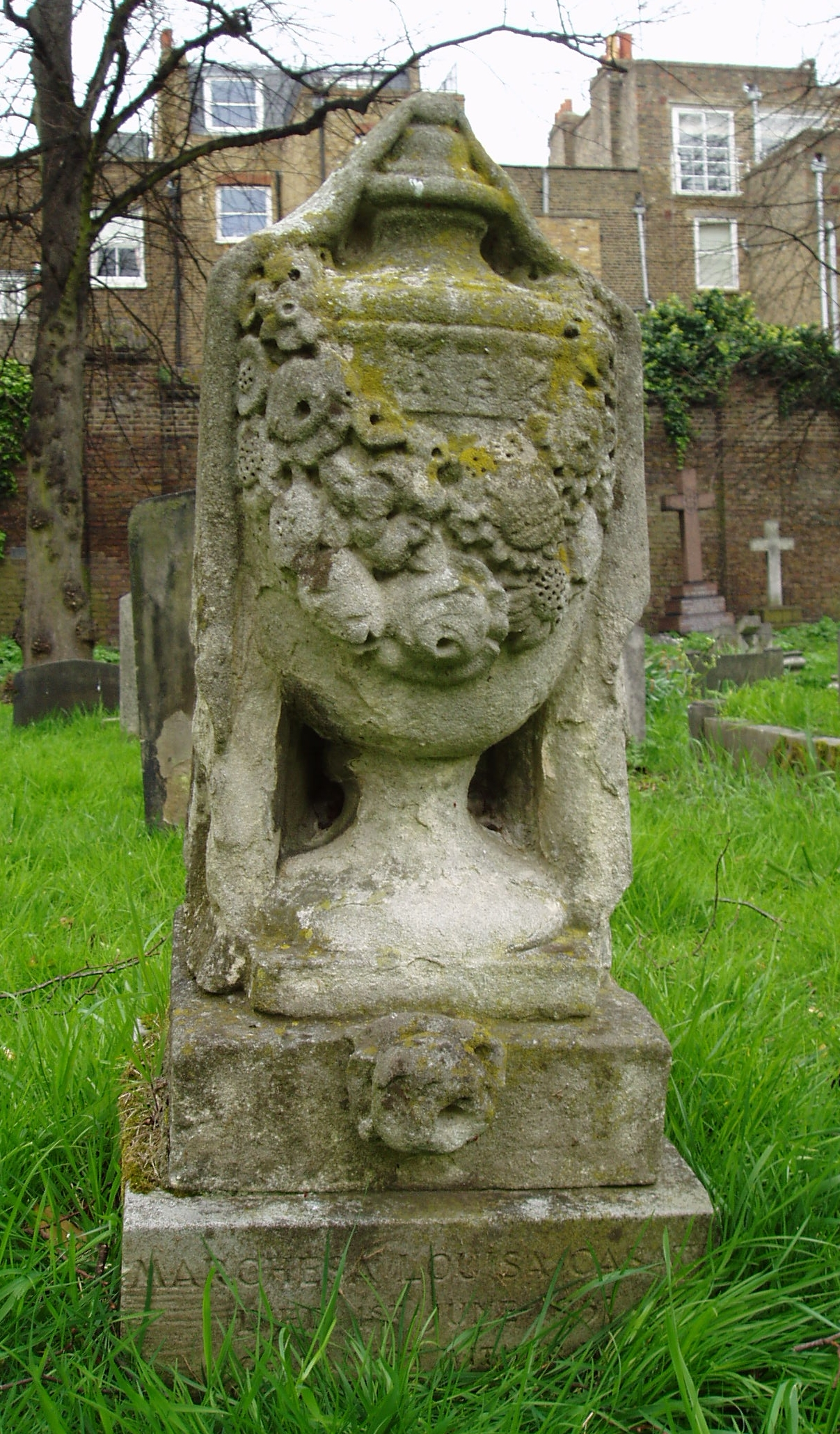
Tombe de Luisa Casati, Londres, cimetière de Brompton.

En 1930, la dette de Luisa Casati avait atteint les 25 millions de dollars. Incapable de rembourser ses créditeurs, elle vit ses effets personnels vendus aux enchères. Des rumeurs dirent à l'époque que Coco Chanel était parmi les acquéreurs.
Casati s'enfuit à Londres où elle vécut alors dans une relative pauvreté. La rumeur dit qu'elle fouillait les poubelles à la recherche de plumes pour décorer ses cheveux.
Elle meurt au 32, Beaufort Gardens à Knightsbridge, le 1er juin 1957. À la suite d'un requiem à l'Oratoire de Londres, elle est inhumée à Londres au cimetière de Brompton. L'épitaphe sur sa tombe est une citation de la pièce Antoine et Cléopâtre de William Shakespeare : « L'âge ne peut la flétrir, ni l'habitude épuiser l'infinie variété de ses appas ».
Elle fut enterrée vêtue d'une parure noire et en peau de léopard, ainsi que portant des faux-cils. Elle partage son cercueil avec l'un de ses pékinois préférés empaillé. Sa tombe est ornée d'une urne drapée et fleurie. L'inscription indique son prénom orthographié « Louisa » et non « Luisa ».

## Œuvres inspirées par Luisa Casati
Luisa Casati fut la muse de nombreux artistes, de Giovanni Boldini à Léon Bakst et Man Ray, en passant par Guiglio de Blaas, Gabriele D'Annunzio, Umberto Brunelleschi, Catherine Barjansky, Kees van Dongen, Augustus John, Sarah Lipska,  Filippo Tommaso Marinetti, Alberto Martini, le baron Adolf de Meyer, Roberto Montenegro, Joseph Paget-Fredericks, Alastair, Erté, Cecil Beaton et Salvador Dalí.

### En littérature
Elle fut une source d’inspiration pour de nombreux écrivains, comme Robert de Montesquiou et Jean Cocteau.
Sa relation passionnée avec l'écrivain Gabriele D'Annunzio lui valut d'inspirer à ce dernier le personnage d'Isabella Inghirami dans Forse che si, forse che no (1910).
Elle inspira également le personnage de La Casinelle, qui apparaît dans deux romans de Michel Georges-Michel, La fête de Venise (1922) et Nouvelle Riviera (1924).
Elle est l'héroïne du roman policier de Frédéric Lenormand, Madame la marquise et les gentlemen cambrioleurs (City Edition, 2016).

#### Biographies romancées
Luisa Casati est le sujet de plusieurs biographies romancées, La Casati (2003 édition française), de Scot D. Ryerson et Michael Orlando Yaccarino La Casati (2011), de Camille de Peretti , et Memorie di un’opera d’arte. La marchesa Casati (2014), de Luca Scarlini.

### En peinture et sculpture
Il existe un grand nombre de portraits peints et sculptés de la marquise Casati, comme ceux de Giovanni Boldini, Paolo Troubetzkoy, Romaine Brooks, Kees van Dongen, Cesare Saccaggi, Jean de Gaigneron ou encore Man Ray. Nombre de ces œuvres étaient des commandes qu'elle passa pour réaliser son vœu de « contribuer à sa propre immortalité ». Elle fut également la muse de futuristes italiens, tels que Filippo Tommaso Marinetti, Fortunato Depero, et Umberto Boccioni. Son portrait par Augustus John est l'un des tableaux les plus populaires du Musée des beaux-arts de l'Ontario. Robert Fulford fut très impressionné en le voyant alors qu'il n'était encore qu'un écolier, et Jack Kerouac accrocha une reproduction sur carte postale de ce portrait au-dessus de sa table de travail. En 1954, il dédia le poème San Francisco Blues à Casati.

Luisa Casati vue par les artistes
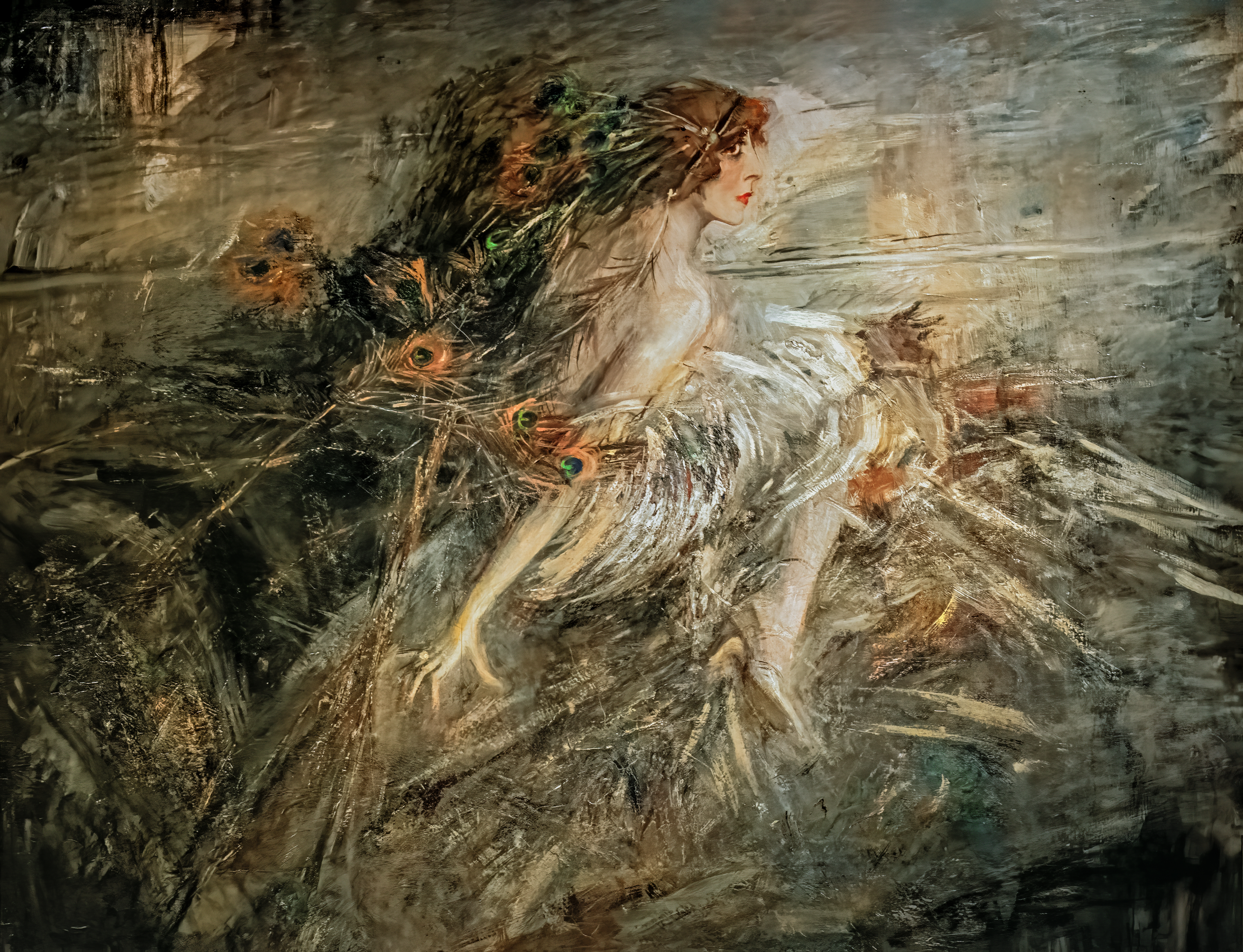
Giovanni Boldini, La Marquise Luisa Casati avec des plumes de paon, Rome, galerie nationale d'Art moderne et contemporain.
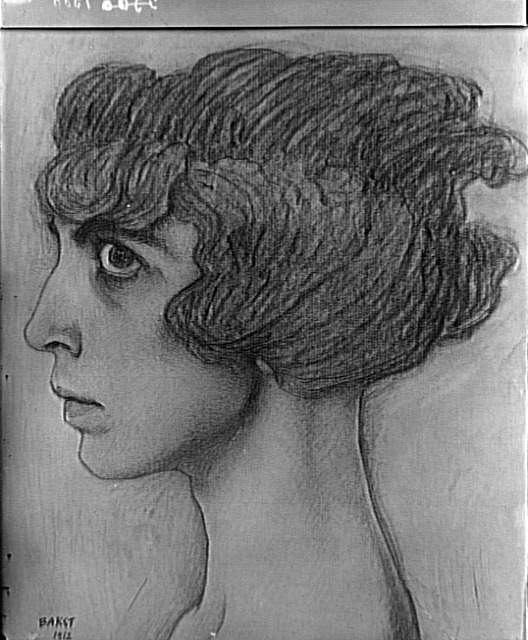
Léon Bakst, Portrait de Luisa Casati (1912), localisation inconnue.
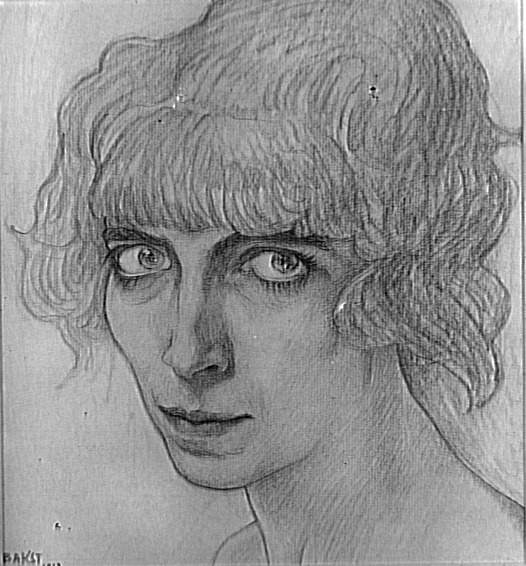
Léon Bakst, Portrait de Luisa Casati (1912), localisation inconnue.
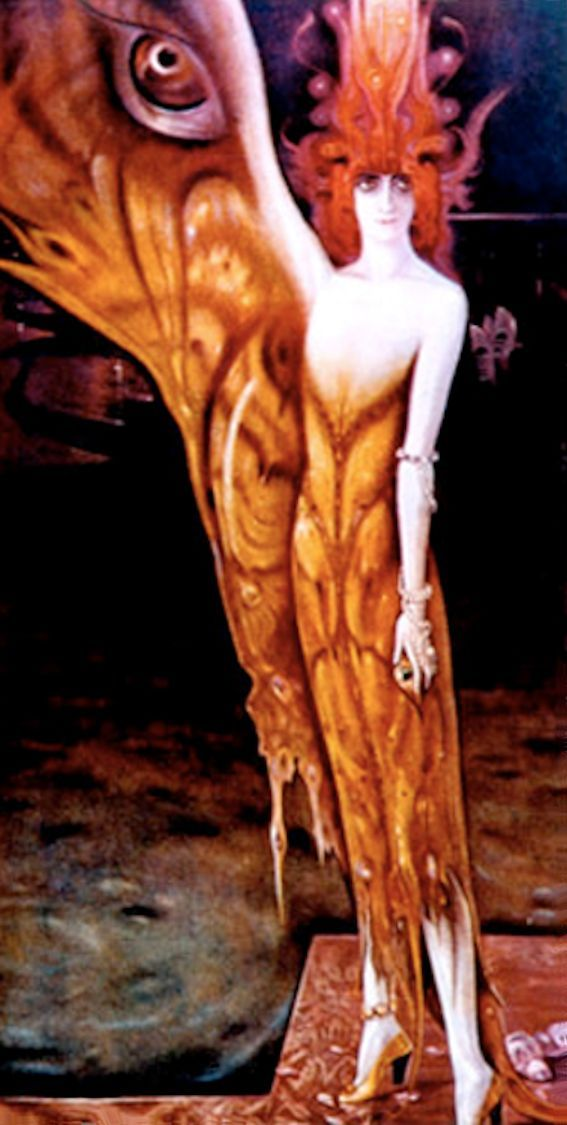
Alberto Martini, La Marquise Casati (1912), localisation inconnue.
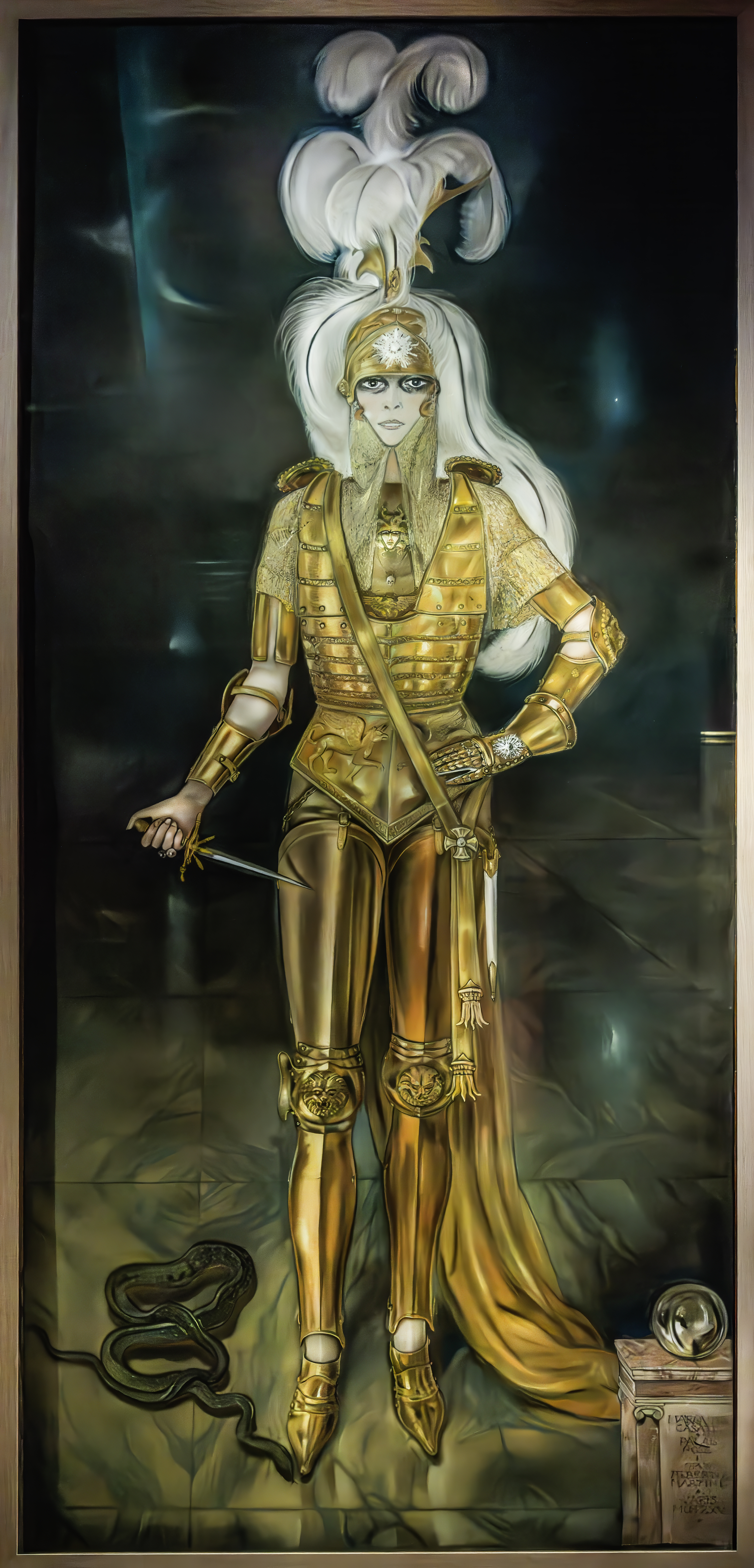
La marquise Casati en tant que Cesare Borgia, 1925, Alberto Martini - collection Lucile Audouy (nl).
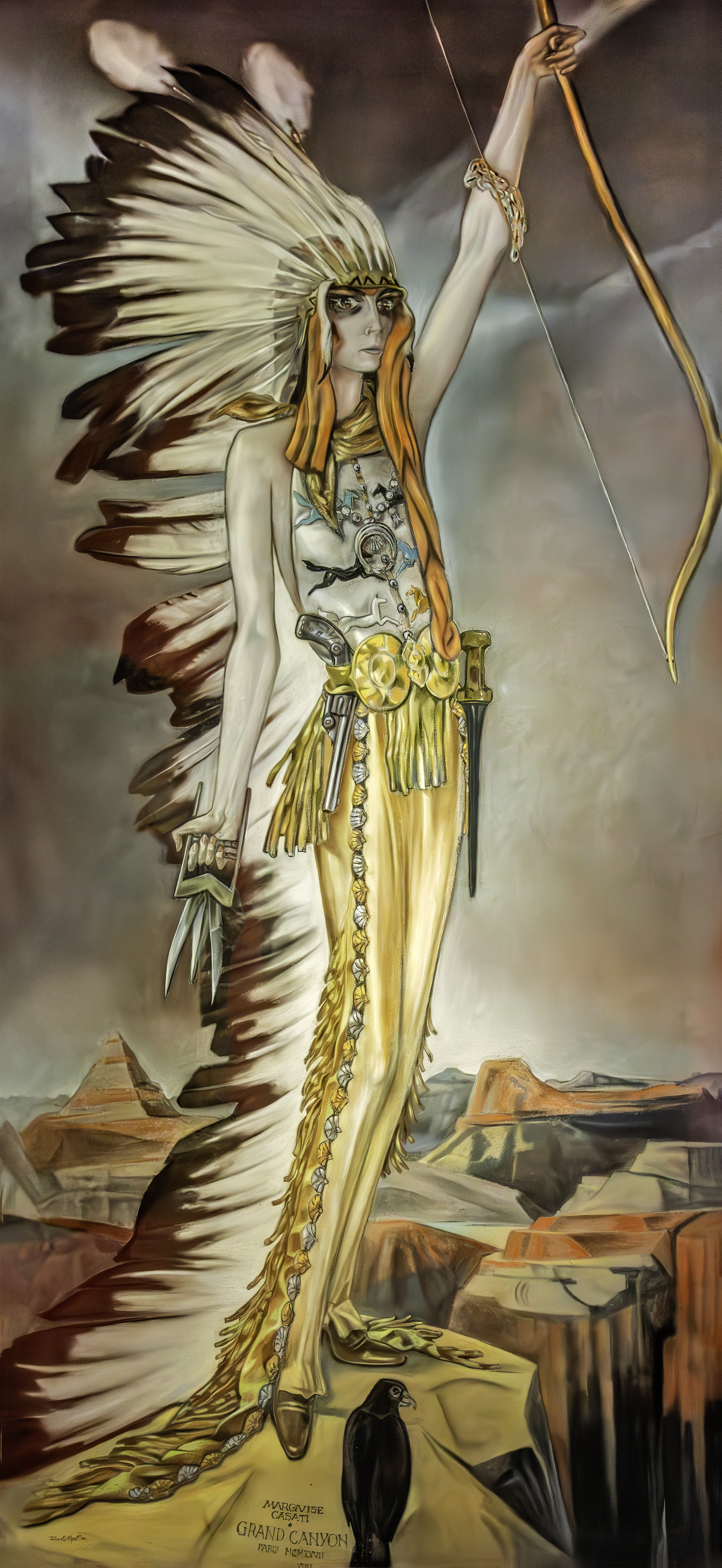
La marquise Casati en chef Sioux, 1925, Paris, Alberto Martini - collection Lucile Audouy.
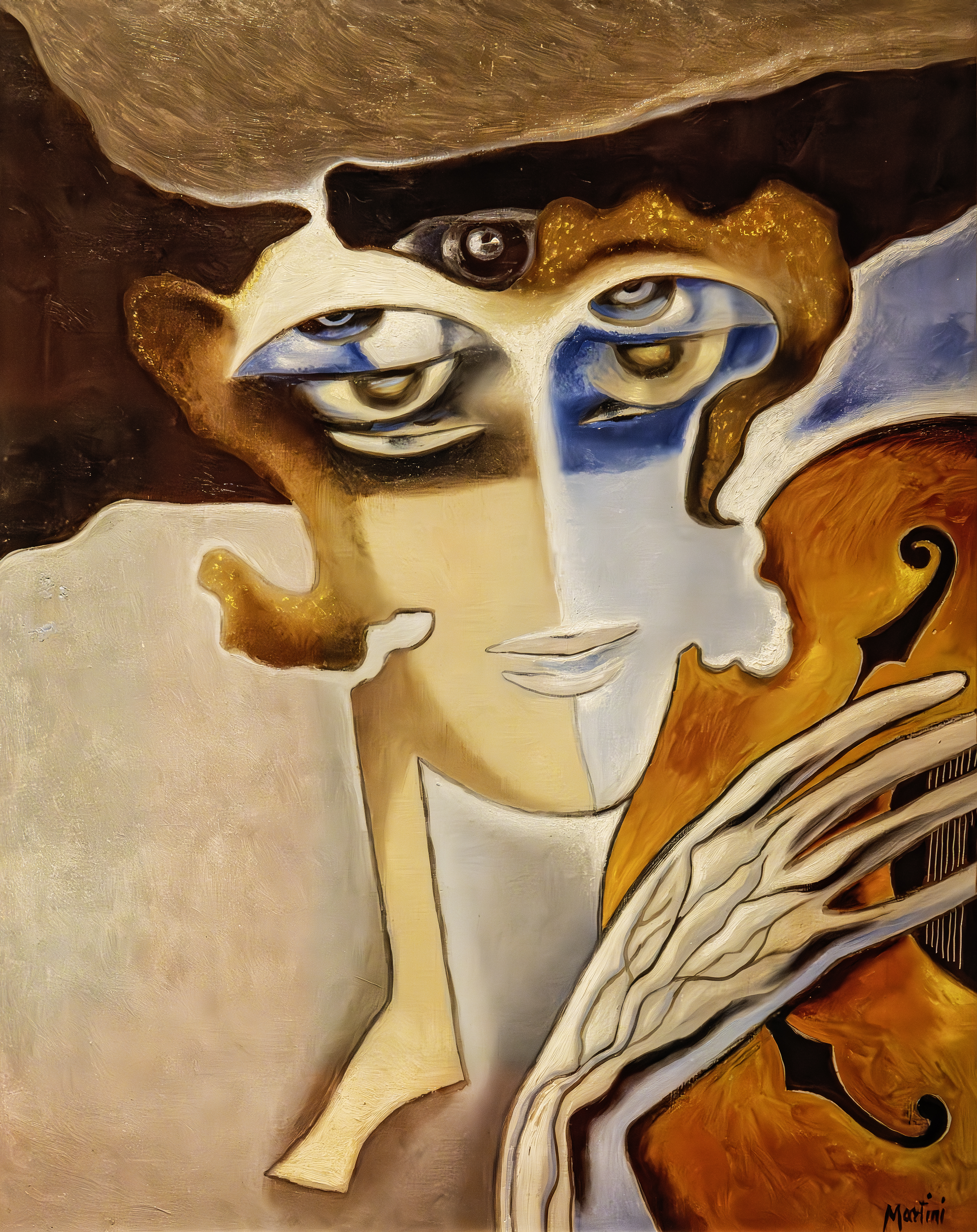
Alberto Martini, La marquise Casati en Euterpe, 1931 - collection privée.

### En photographie
Adolf de Meyer, Cecil Beaton et Man Ray réalisèrent des portraits connus de Casati.

Luisa Casati vue par les photographe
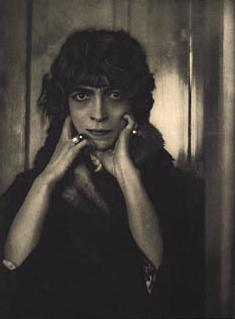
Adolf de Meyer, Portrait de Luisa Casati (1912), photographie.
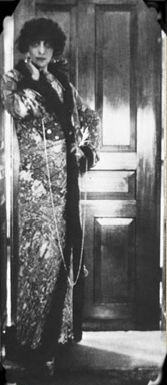
Adolf de Meyer, Portrait de Luisa Casati (1912), photographie.
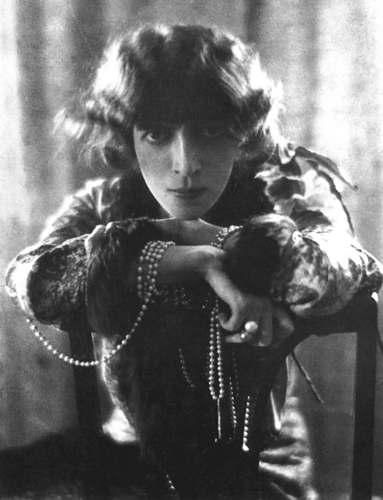
Adolf de Meyer, Pearls (1912), portrait de Luisa Casati.
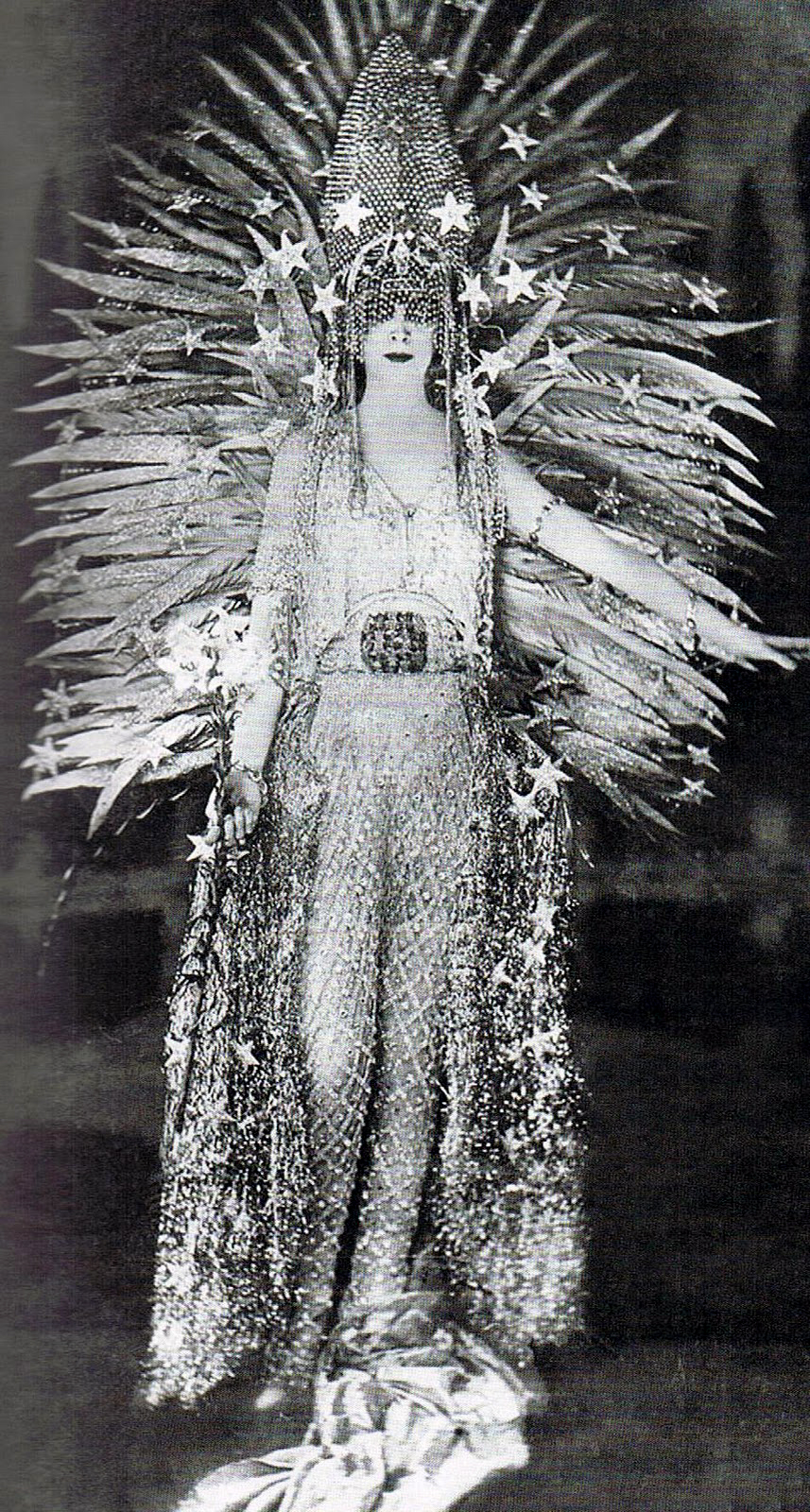
Luisa Casati portant un costume intitulé Lumière, par Worth en 1922.

### Au cinéma
Les personnages joués par Vivien Leigh dans La Contessa (1965), et par Ingrid Bergman dans Nina (1976) furent également inspirés par la marquise Casati.

### Dans le monde de la mode
En 1998, John Galliano s'inspire de son personnage pour la collection printemps/été de Christian Dior. Des robes issues de cette collection ont été présentées à New York au Metropolitan Museum of Art dans la section de l'institut de la mode. Casati fut également une source d'inspiration pour Galliano pour ses créations de la collection automne/hiver 2007-2008, « Bal des Artistes » chez Dior.
Son nom a également été choisi par les stylistes britanniques Georgina Chapman et Keren Craig (en) lors de la fondation de leur marque Marchesa.
En mai 2009, Karl Lagerfeld lance la collection Chanel croisière, très influencée par la figure de Luisa Casati, sur le Lido de Venise.